# Come d'aria
Come d'aria è un romanzo autobiografico di Ada D'Adamo, edito nel 2023 da Elliot Edizioni e pubblicato pochi mesi prima della morte dell'autrice.
Il romanzo ha vinto il Premio Mondello, il Premio Strega, il Premio Strega Giovani e ha ottenuto una menzione speciale al Premio Campiello.

## Trama
Il romanzo descrive la vita dell'autrice dal momento della nascita della figlia Daria, disabile per l'incapacità di un dottore di diagnosticare la malattia durante la gravidanza.